# サンフランシスコ・エグザミナー
サンフランシスコ・エグザミナー (The San Francisco Examiner) とは、カリフォルニア州サンフランシスコで発行されている日刊紙である。1863年に創刊された『デモクラティック・プレス』、1865年に創刊された『デイリー・エグザミナー』を前身とする。

## 概要
1887年、ウィリアム・ランドルフ・ハースト（当時23歳）が『デイリー・エグザミナー』の経営権を父ジョージ・ハーストから引き継ぎ、『サンフランシスコ・エグザミナー』に改称した。ジョージ・ハーストはこの新聞をギャンブルの支払いとして手に入れたといわれている。アンブローズ・ビアス、マーク・トウェイン、そしてサンフランシスコ出身のジャック・ロンドンといった執筆陣に支えられた『サンフランシスコ・エグザミナー』は売り上げを大きく伸ばした。躍進の要因としては、スキャンダルを風刺を書き立てるエグザミナー流のイエロー・ジャーナリズムに加えて、米西戦争や、それに続くフィリピンの植民地化を支持したことにある。
大震災によってサンフランシスコが壊滅的な被害を受けた1906年には、ライバル紙『サンフランシスコ・クロニクル』および『サンフランシスコ・コール』と合同での発行を行った。
1965年から35年の間、『サンフランシスコ・クロニクル』と共同事業協定に基づいたすみわけを実施。『クロニクル』は朝刊紙、『エグザミナー』は夕刊紙となる。
2000年、『エグザミナー』の名称、アーカイブ、配送トラック35台、（2年以上の）補助金6,600万USドルは、ハースト社の『クロニクル』獲得の一環として、テッド・ファングに譲渡された。ハースト社が『サンフランシスコ・エグザミナー』を最後に発行したのは2000年11月21日である。その後すぐ、サイズが大幅に縮小されてタブロイド紙になった。
2004年2月19日、コロラド州デンバーを拠点とする資産家フィリップ・アンシュッツが『エグザミナー』とその印刷工場をおよそ2000万USドルで買収したと発表された。